# Ron Garvin
Pour les articles homonymes, voir Barnes.
Roger Barnes (né le 30 mars 1945 à Montréal), plus connu sous le nom de ring de Ron Garvin est un lutteur canadien. Il est principalement connu pour son travail dans divers territoires de la National Wrestling Alliance (NWA) où il a remporté une fois le championnat du monde poids lourd de la NWA.

## Jeunesse
Barnes grandi à Gaspé puis à Montréal. C'est en retournant dans sa ville natale qu'il se lie d'amitié avec Pierre Clermont et Terry Joyal (en). Il pratique de nombreux sports de combats et fait aussi du hockey sur glace.

## Carrière
Barnes commence à s'entraîner auprès du lutteur québécois Pat Girard avant de partir à Boston. Il y lutte sous le nom de Ron Garvin et fait équipe avec son « frère » Terry Garvin (en).
Garvin se faisait un nom en tant que catcheur solo dans les territoires de la Georgie, Alabama, Kentucky, et Tennessee plus tard après s'être séparé de Terry et Jimmy. Il luttait dans la International Championship Wrestling de Angelo Poffo, la fédération où il était connu pour ses rivlaité avec Randy Savage et Pez Whatley. L'un des moments les plus connus de Garvin à la ICW est quand il faisait sortir le dentier de Ox Baker, après des coups de pied typiques à Garvin. Il détenait le NWA Georgia Television Title (aussi connu comme le National ou World TV Title) 5 fois, incluant une rivalité avec le alors membre de la Legion of Doom, Jake "The Snake" Roberts. À un moment pendant la rivalité, Jake Roberts détenait le titre TV et refusait de donner à Garvin un match revanche. Garvin devait aller chercher 10 000 $ pour payer Roberts et avoir son match de championnat. Garvin remportait la revanche et redevenait NWA World TV champion.
Il s'en allait après à la Jim Crockett Promotions de la NWA ou il achevait son grand succès. Il devenait "The Hands of Stone" Ron Garvin et rivalisait avec Tully Blanchard et Black Bart avant d'entrer dans une feud avec le NWA World Champion Ric Flair en 1987. Le 26 septembre 1987, Garvin a pu battre Flair pour le titre. C'est pendant cette rivalité que Garvin se faisait huer par le public (alors qu'à ce moment il était face), ce qui voyait Flair se faire encourager. Sa victoire pour le titre était une décision de dernière minute par la comité de scriptage à la suite de la perte de leur choix original pour la suite. Magnum T.A., le choix original, était mis hors des rings à la suite d'un accident de voiture et Buddy Landel était viré pour usage de drogue le jour même qu'il allait gagner le titre. Il détenait le titre moins de deux mois avant de le perdre contre Flair.
Il rivalisait brièvement avec la "Midnight Express" de Jim Cornette composée de Bobby Eaton et Stan Lane. Jimmy Garvin venait à son secours et ils faisaient de nouveau équipe ensemble peu de temps contre eux avant que Ron n'ait une rivalité avec le garde du corps de Cornette, Big Bubba Rogers.
Au Great American Bash 1988, il tournait heel en mettant KO Dusty Rhodes avec un poing pour l'empêcher de remporter le titre US de Barry Windham. Il était géré par Gary Hart mais quittait après quelques mois en tant que heel.
Il catchait à la American Wrestling Association plus tard en 1988 toujours en heel et feudait avec Greg Gagne pour le AWA International Television Championship. Il a eu aussi des rivalités avec Carlos Colon pour le WWC Universal Heavyweight Championship lors de voyages à Porto Rico pendant ce temps.
Garvin s'en allait après à la WWF luttant en tant que babyface sous le nom de "Rugged" Ronnie Garvin. Il rivalisait avec Greg Valentine. Valentine le battait dans un match où le perdant devait prendre sa retraite, mais la rivalité continuait avec Garvin en tant qu'arbitre. Garvin battait Valentine dans un match de soumission au Royal Rumble 1990. Il retournait dans le circuit indépendant, surtout dans les Carolines, comme un lutteur semi-retraité même s'il a pu être trouvé en 2005 comme lutteur ou arbitre dans des fédérations indépendantes de la côte est des États-Unis

## Palmarès
- American Wrestling Association
  - AWA International Television Champion (1 fois)

- Championship Wrestling from Florida
  - NWA Florida Tag Team Champion (1 fois) avec Ole Anderson

- Georgia Championship Wrestling
  - NWA Georgia Tag Team Champion (2 fois) avec Terry Garvin
  - NWA National Heavyweight Champion (1 fois)
  - NWA National Tag Team Champion (1 fois) avec Jerry Oates
  - NWA National Television Champion (2 fois)

- International Championship Wrestling
  - ICW Southeastern Heavyweight Champion (2 fois)

- NWA Mid-America
  - NWA Mid-America Tag Team Champion (2 fois) avec Terry Garvin
  - NWA Southern Junior Heavyweight Champion] (1 fois)
  - NWA Southern Tag Team Champion (Mid-America version) (1 fois) avec Terry Garvin

- Mid-Atlantic Championship Wrestling
  - NWA Mid-Atlantic Heavyweight Champion (1 fois)
  - NWA United States Tag Team Champion (1 fois) avec Barry Windham
  - NWA World Heavyweight Champion (1 fois)

- Pro Wrestling Illustrated
  - Classé numéro 142e des 500 meilleurs catcheurs durant le "PWI Years" de 2003.

- Southeastern Championship Wrestling
  - NWA Southeast Heavyweight Champion (5 fois)
  - NWA Southeast Tag Team Champion (3 fois) avec Tony Charles (1) et Bob Orton, Jr. (2)
  - NWA Tennessee Tag Team Champion (1 fois) avec Terry Garvin

- Tennessee Mountain Wrestling
  - TMW Heavyweight Champion (1 fois)
  - TMW Tag Team Champion (1 fois) avec Tim Horner

- World Wrestling Council
  - WWC Universal Heavyweight Champion (2 fois)

- Autres titres
  - NCW Heavyweight Champion (1 fois)